# Stadtkirche Winterthur
Die Stadtkirche Winterthur ist die evangelisch-reformierte Stadtkirche von Winterthur und als solche eines der Wahrzeichen von Winterthur. Die Stadtkirche wird vom Bund in der Liste der Kulturgüter von nationaler Bedeutung im Kanton Zürich geführt. Sie erinnert an die drei Stadtheiligen St. Laurentius, St. Alban und St. Pankratius.

## Geschichte
Die Baugeschichte der Stadtkirche lässt sich in sieben Hauptphasen zwischen dem Frühmittelalter und der Reformation gliedern. Im 7./8. Jahrhundert entstand auf einer kleinen Erhebung beim Gräberfeld an der Römerstrasse zum ehemaligen Kastell Vitudurum ein einfacher hölzerner Saalbau. Pfosten umgaben ein neun Meter langes und sechs Meter breites Kirchenschiff, an das im Osten ein schmaler Chor angefügt war. Im 9. Jahrhundert wurde die Holzkirche durch einen Massivbau ersetzt, der die gleiche Grundrissform besass, jedoch einen Drittel länger war. Um das Jahr 1000 kamen Anbauten im Norden und Süden hinzu, wohl als Grablegen für ein lokales Adelsgeschlecht, das sich mangels Schriftquellen nicht identifizieren lässt.
Im späten 11. oder im 12. Jahrhundert wurde die Kirche vollständig abgetragen, um eine romanische Saalkirche mit seitenschiffartigem Anbau im Süden zu bauen. 1146 besuchte Bernhard von Clairvaux die Kirche von Winterthur und predigte dort zum Volk, wie aus dem Reisebericht seiner Begleiter hervorgeht. Die erste urkundliche Erwähnung findet sich 1180, als der Konstanzer Bischof Berthold einen Streit zwischen den Leutpriestern von Oberwinterthur und Graf Hartmann III. von Kyburg schlichtete. Nördlich des Chors erhielt die Kirche später einen Turm und daneben ein ebenfalls seitenschiffartiges Beinhaus. Ab dem 13. Jahrhundert gab es somit drei Kirchenschiffe.
Der neben dem Turm älteste, heute noch bestehende Teil ist der romanisch-frühgotische Chor, errichtet um die Mitte des 13. Jahrhunderts. Er entstand in der Verlängerung des Mittelschiffs, nach dem Vorbild des Fraumünsters in Zürich. Schwere Schäden beim Stadtbrand von 1313 machten Umbauten nötig. Durch die Vergrösserung der beiden Seitenschiffe im 14. Jahrhundert erhielt die Stadtkirche ein neues Aussehen. Nachdem die Laurentiuskirche bis zum Beginn des 14. Jahrhunderts die Eigenkirche der Kyburger und Neu-Kyburger war, erhielt die Bürgerschaft immer mehr Rechte, bis hin zur Kirchenhoheit im 15. Jahrhundert. Die städtische Oberschicht stiftete in dieser Zeit Seitenaltäre.
Die siebte und jüngste Bauphase ist durch Quellen dokumentiert. Die Anzahl der Kirchgenossen vergrösserte sich, andererseits war die Repräsentation dem Rat ein wichtiges Anliegen. So wurde von 1486 bis 1490 auf der Südseite des Chors ein zweiter Turm errichtet. Das Langhaus entstand 1501 bis 1518. Es reichte zehn Meter weiter nach Westen, war aber etwas schmaler als zuvor. Nach der Reformation wurde der Innenraum in mehreren Schritten umgestaltet. Das Beinhaus verschwand 1792, die ehemalige Sakristei nördlich des Chors wurde 1852 geräumt. Die Fenster des Langhauses etwa wurden 1853–1856 durch neugotische Fenster von Max Ainmiller ersetzt. Ein zur Kirche gehörender Friedhof wurde 1826 aufgehoben.

## Türme, Uhren und Glocken
Die ältesten Spuren des Nordturms, der damals noch alleine stand, sind von 1180 bis 1362 nachweisbar. 1486 bis 1490 gesellte sich dann der Südturm dazu, der 1490/1494 zwei Glocken erhielt, die heute nicht mehr erhalten sind. Seine heutige Form erhielt der Nordturm im 16. Jahrhundert, die älteren Turmmauern sind noch im Fundament erhalten. 1630 erhielt der kleinere Südturm eine erste Sonnenuhr, 1659 wurde er auf 55 m aufgestockt (wobei er nun grösser war), der bisherige Käsbissenturm wurde durch die heutige barocke Haube ersetzt. Zudem erhielt der Turm an den Ecken Drachen-Wasserspeier und eine Uhr des Winterthurer Uhrmachers Tobias Liechti. Die Uhr erhielt 1842 ein Münchner Uhrwerk, das 1853 wieder ersetzt wurde. Schliesslich wurde 1923 das heutige elektrische Uhrwerk eingesetzt. Knapp hundert Jahre nach der Aufstockung des Südturms wurde der Nordturm 1794 auf die Höhe des Südturms angepasst. Er erhielt in den Obergeschossen Mauerwerk aus Bäntaler Tuffstein, gewonnen in den Tüfels Chilen im Kolbrunner Bäntal, Gemeinde Zell im Tösstal. Auch ihm wurde eine barocke Haube aufgesetzt, womit die Türme ihr heutiges Aussehen erreichten. 1823 erhielt der Südturm seine zweite, untere Sonnenuhr.
1869 erhielt die Kirche ein fünfstimmiges Geläut von Johann Jakob Keller, das auf beide Türme verteilt ist. Die beiden grossen Glocken hängen im Südturm, die anderen im Nordturm.
- Glocke 1 wiegt 3999 kg und hat den Schlagton a°
- Glocke 2 wiegt 2005 kg und hat den Schlagton cis'
- Glocke 3 wiegt 1170 kg und hat den Schlagton e'
- Glocke 4 wiegt 496 kg und hat den Schlagton a'
- Glocke 5 wiegt 255 kg und hat den Schlagton cis"

## Ausstattung
Das Langschiff enthielt ursprünglich eine reiche Ausstattung, die im Laufe der Reformation zusammen mit der damaligen Orgel entfernt wurde. 1644 wurde die ursprünglich in der Mitte eines Lettners stehende Kanzel an den ersten Südpfeiler versetzt. Die heutige Kanzel stammt von Ferdinand Stadler und wurde 1854 von einem Bildhauer namens Egger aus Konstanz hergestellt. Eines der ältesten Relikte in der Kirche ist der Taufstein von Hans Conrad Frei aus dem Jahr 1656. 1712 wurde eine mit Flachschnitzereien verzierte Holzdecke durch eine Gipsdecke ersetzt, die 1913 wiederum durch eine Kassettendecke ersetzt wurde.
Die romanische Innenausmalung der Kirche von Paul Zehnder entstand in den Jahren 1923 bis 1930. Dargestellt sind sowohl Propheten des Alten Testaments an den Wänden der Seitenschiffe als auch Szenen aus dem Neuen Testament im Mittelschiff. Bei der Verklärungsszene über dem Chorbogen steht Christus auf dem Berg Tabor zwischen Elija (mit dem Buch) und Mose (mit der Gesetzestafel).
Aus vorreformationistischer Zeit erhalten ist eine Grabplatte von Elisabeth von Bach († 1519), einer süddeutschen Adeligen und Gönnerin der Stadt. Eine weitere Grabplatte von Magdalena von Fulach (1587–1650), die bei der Renovation 1923 entdeckt wurde, gilt als verschollen. Bei Besichtigungen kann man heute noch konservierte Überreste der Überbauungen seit dem 9. Jahrhundert besuchen sowie die Wappenmalerei Hans Haggenbergs von 1493.

### Orgeln

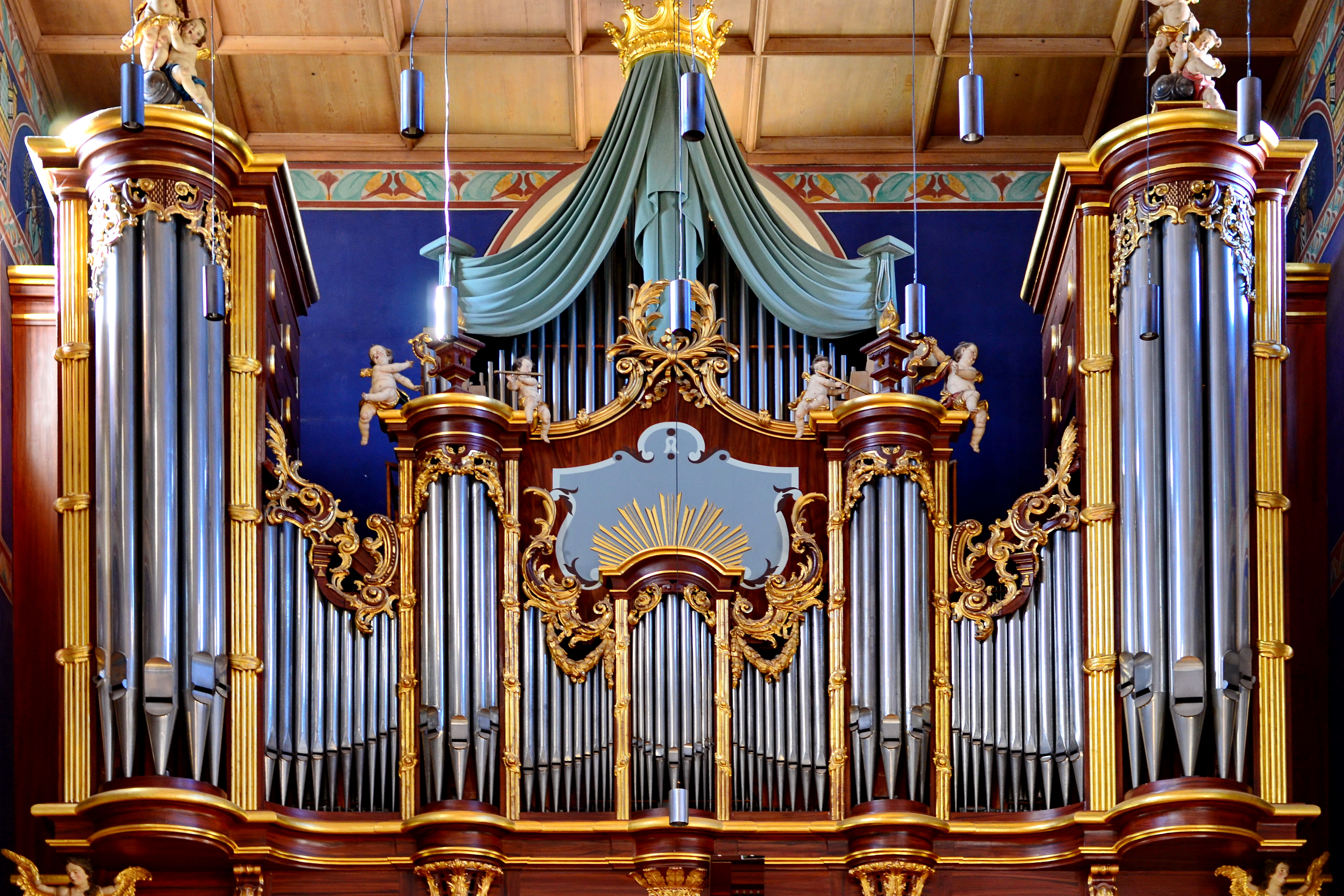
Historische Hauptorgel

#### Hauptorgel
Als erste Kirche im Kanton Zürich erhielt die Stadtkirche 1809 wieder eine Orgel. Sie stammt ursprünglich aus dem Kloster Salem und wurde dort von 1766 bis 1768 von Karl Joseph Riepp mit 42 Registern auf drei Manualen gebaut. Der Prospekt stammt von Joseph Anton Feuchtmayer. Nach der Auflösung des Klosters stand die Orgel zum Verkauf; ein Winterthurer Ratsherr kaufte sie für die Stadtkirche. Aufgestellt wurde sie auf dem Lettner. Dieser wurde 1836 abgebrochen und die Orgel unter Entfernung des Rückpositivs auf der Westempore aufgestellt. Die Rückpositivregister kamen im Hauptgehäuse unter. Seit 1888 steht im barocken Gehäuse eine Walckerorgel mit 56 Registern, 3 Manualen und Pedalklaviatur, in dem Register aus dem Vorgängerinstrument wiederverwendet wurden. Umbauten derselben erfolgte 1924 und 1934, zuletzt wurden die mechanische Spieltraktur elektrifiziert und die dadurch überflüssig gewordenen Barkermaschinen entfernt. Anlässlich einer Kirchenrenovierung ab 1982 sah man eine Restaurierung der Orgel auf den Zustand von 1888 vor. Orgelbau Kuhn führte die Spieltraktur hierbei wieder auf eine rein mechanische Betätigungsart, unter Wieder-Hinzufügung von Barkermaschinen nach dem Vorbild der Walcker-Orgel in der Votivkirche Wien, zurück.
| I Hauptwerk C–g3 |        |
| Principal        | 16′    |
| Bourdon          | 16′    |
| Principal        | 8′     |
| Bourdon          | 8′     |
| Viola di Gamba   | 8′     |
| Hohlflöte        | 8′     |
| Dolce            | 8′     |
| Quinte           | 5 1⁄3′ |
| Octav            | 4′     |
| Rohrflöte        | 4′     |
| Gemshorn         | 4′     |
| Quinte IV        |        |
| Octave           | 2′     |
| Mixtur V         | 2 ⁄3′  |
| Cornett III–V    | 8′     |
| Trompete         | 8′     |

| II Positiv C–g3 |       |
| Bourdon         | 16′   |
| Principal       | 8′    |
| Bourdon         | 8′    |
| Doppelflöte     | 8′    |
| Salicional      | 8′    |
| Aeoline         | 8′    |
| Voix céleste    | 8′    |
| Principal       | 4′    |
| Traversflöte    | 4′    |
| Flute d’amour   | 4′    |
| Waldflöte       | 2′    |
| Mixtur IV       | 2 ⁄3′ |
| Clarinette      | 8′    |
| Trompete        | 8′    |

| III Schwellwerk C–g3 |     |
| Lieblich Gedeckt     | 16′ |
| Principal            | 8′  |
| Viola                | 8′  |
| Lieblich Gedeckt     | 8′  |
| Spitzflöte           | 8′  |
| Harmonika            | 8′  |
| Fugara               | 4′  |
| Dolceflöte           | 4′  |
| Harmonia aetherea IV | 4′  |
| Trompette harmonique | 8′  |
| Basson-Hautbois      | 8′  |
| Clairon              | 4′  |

| Echowerk C–g3  |    |
| Bourdon d’écho | 8′ |
| Vox humana     | 8′ |
| Tremolo        |    |

| Pedal C–f1     |     |
| Principal-Bass | 32′ |
| Principal-Bass | 16′ |
| Violon-Bass    | 16′ |
| Subbass        | 16′ |
| Gedeckt-Bass   | 16′ |
| Floeten-Bass   | 8′  |
| Violoncello    | 8′  |
| Octav          | 4′  |
| Posaune        | 16′ |
| Trompete       | 8′  |
| Clairon        | 4′  |

#### Chororgel
Die Chororgel wurde 1983 von dem Orgelbauer Metzler (Dietikon) erbaut und hat 18 Register auf zwei Manualen und Pedal. Die Trakturen sind mechanisch.
| I Hauptwerk C–f3 |              |       |
| 1.               | Bourdon      | 16′   |
| 2.               | Principal    | 8′    |
| 3.               | Hohlflöte    | 8′    |
| 4.               | Oktave       | 4′    |
| 5.               | Quinte       | 2 ⁄3′ |
| 6.               | Superoctave  | 2′    |
| 7.               | Mixtur III   |       |
| 8.               | Cornet III D |       |
| 9.               | Dulcian      | 8′    |

| II Brustwerk C–f3 |                 |       |
| 10.               | Gedackt         | 8′    |
| 11.               | Rohrflöte       | 4′    |
| 12.               | Principal       | 2′    |
| 13.               | Sesquialtera II |       |
| 14.               | Sifflöte        | 1 ⁄3′ |
| 15.               | Vox humana      | 8′    |

| Pedalwerk C–d1 |                   |     |
| 16.            | Subbass (= Nr. 1) | 16′ |
| 17.            | Octave (= Nr. 2)  | 8′  |
| 18.            | Trompete          | 8′  |

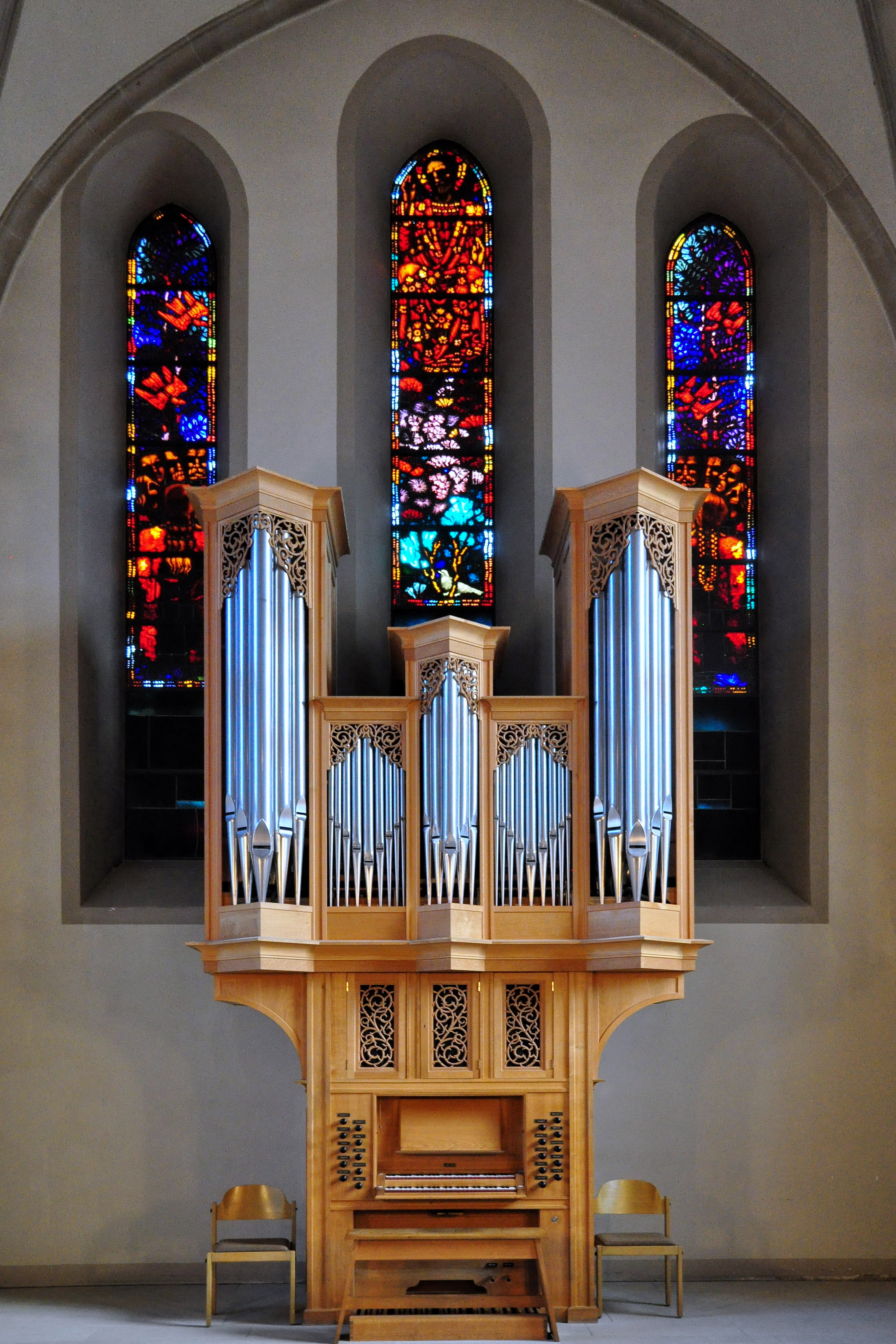
Chororgel vor den Kirchenfenstern

Als opus 135 von Orgelbau Armin Hauser (Kleindöttingen) gibt es überdies ein 2012 gebautes Orgelpositiv mit neun Registern.

## Galerie

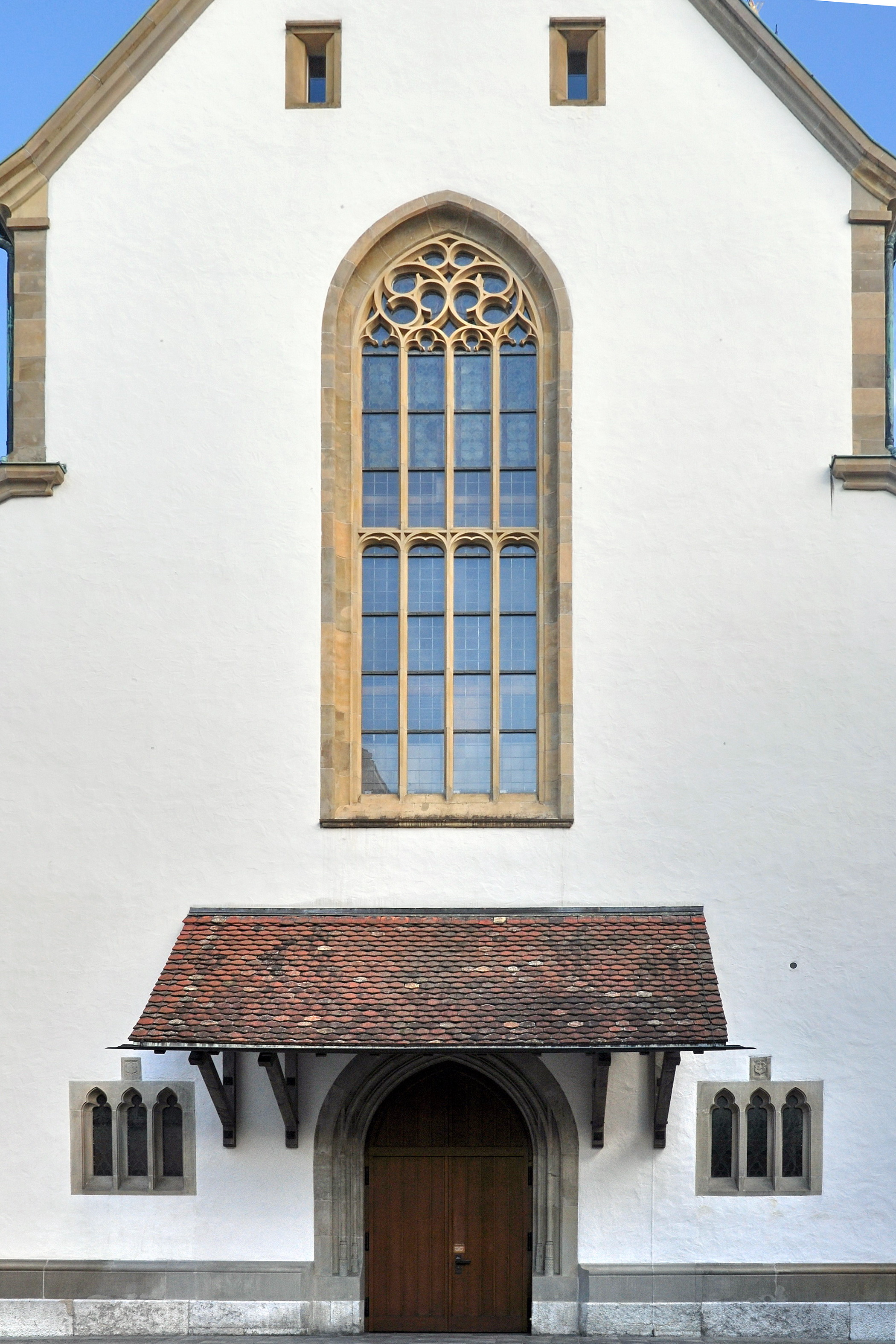
Haupteingang der Kirche
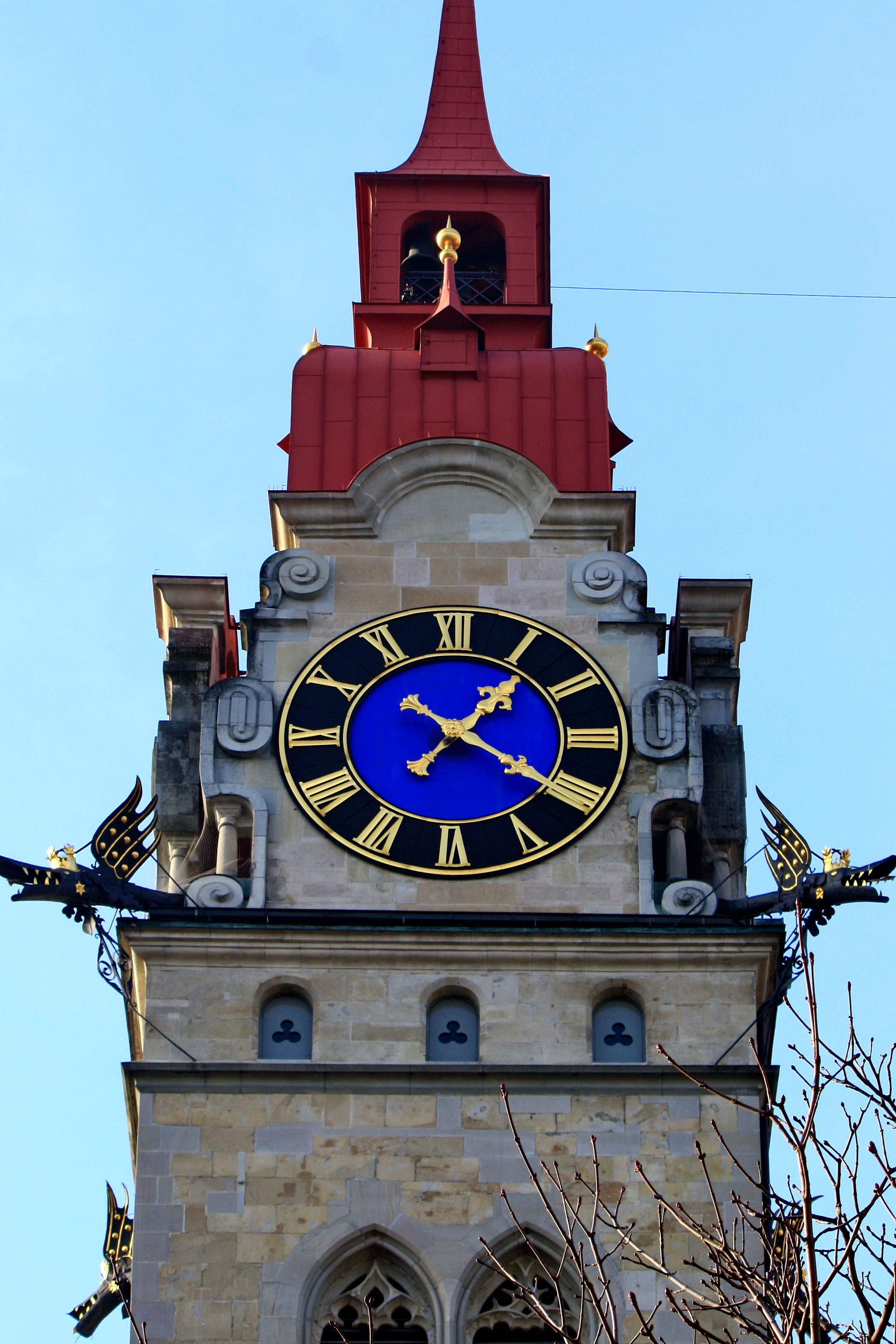
Der Südturm
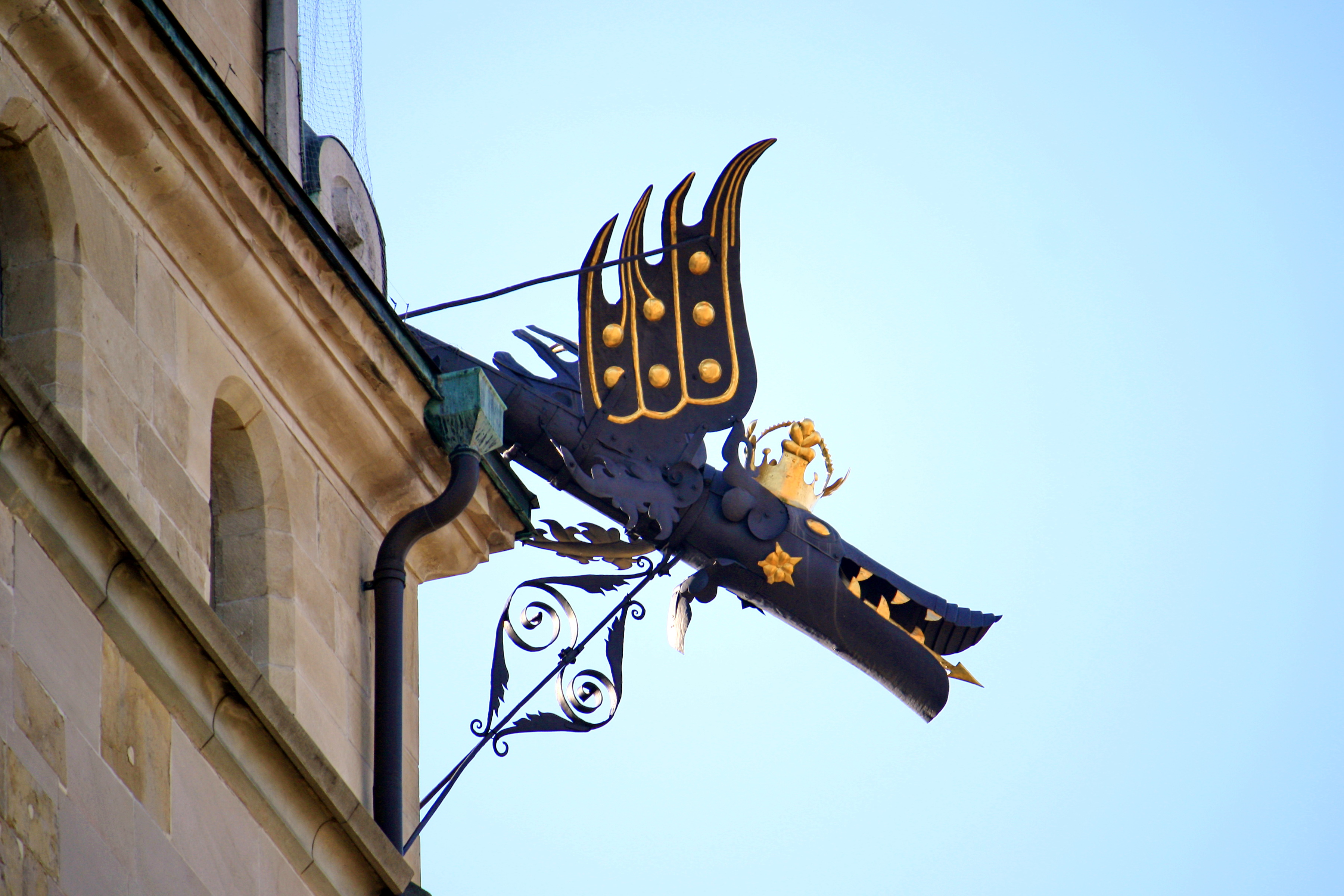
Detailansicht eines der Drachen-Wasserspeier am Südturm
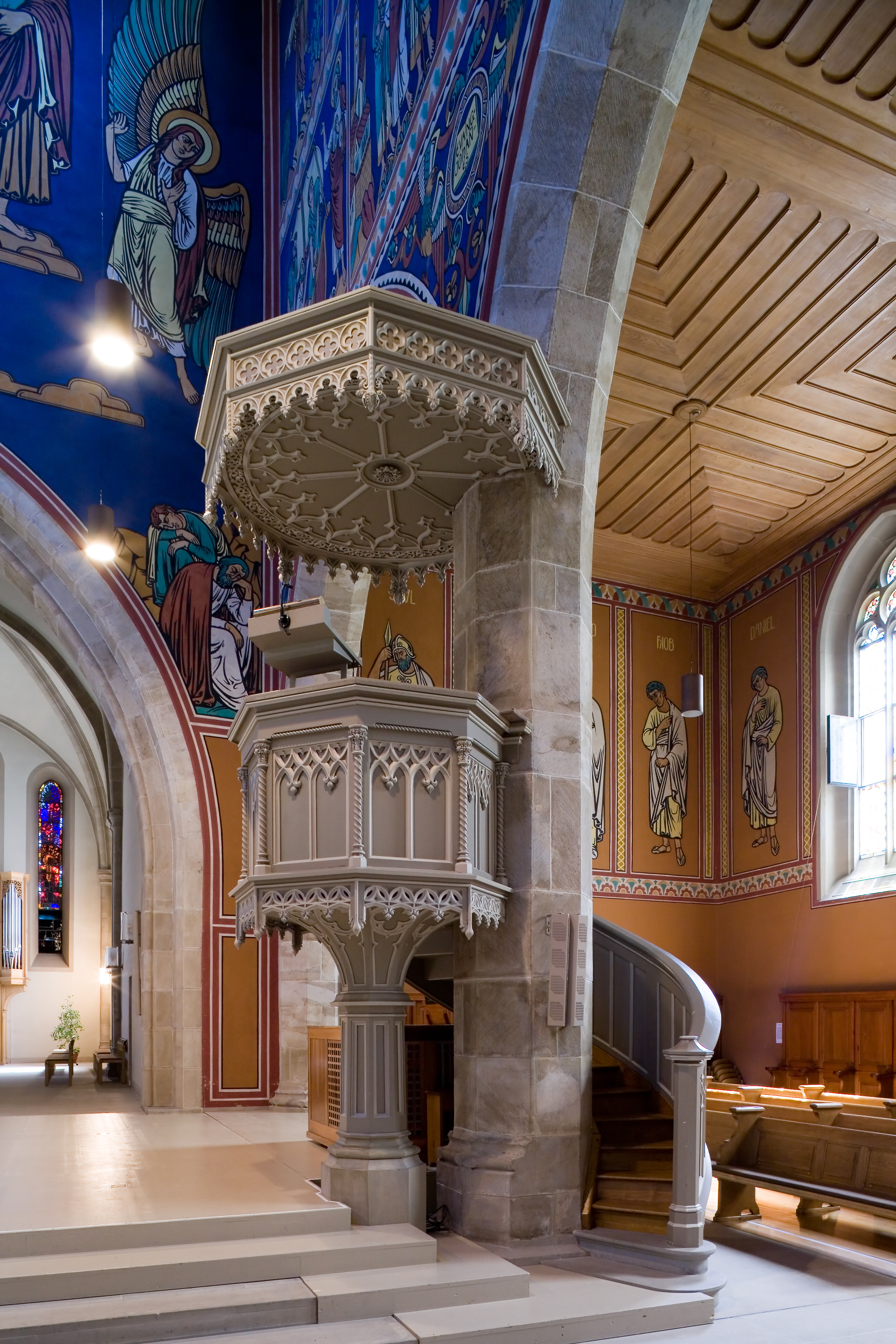
Die Kanzel der Stadtkirche
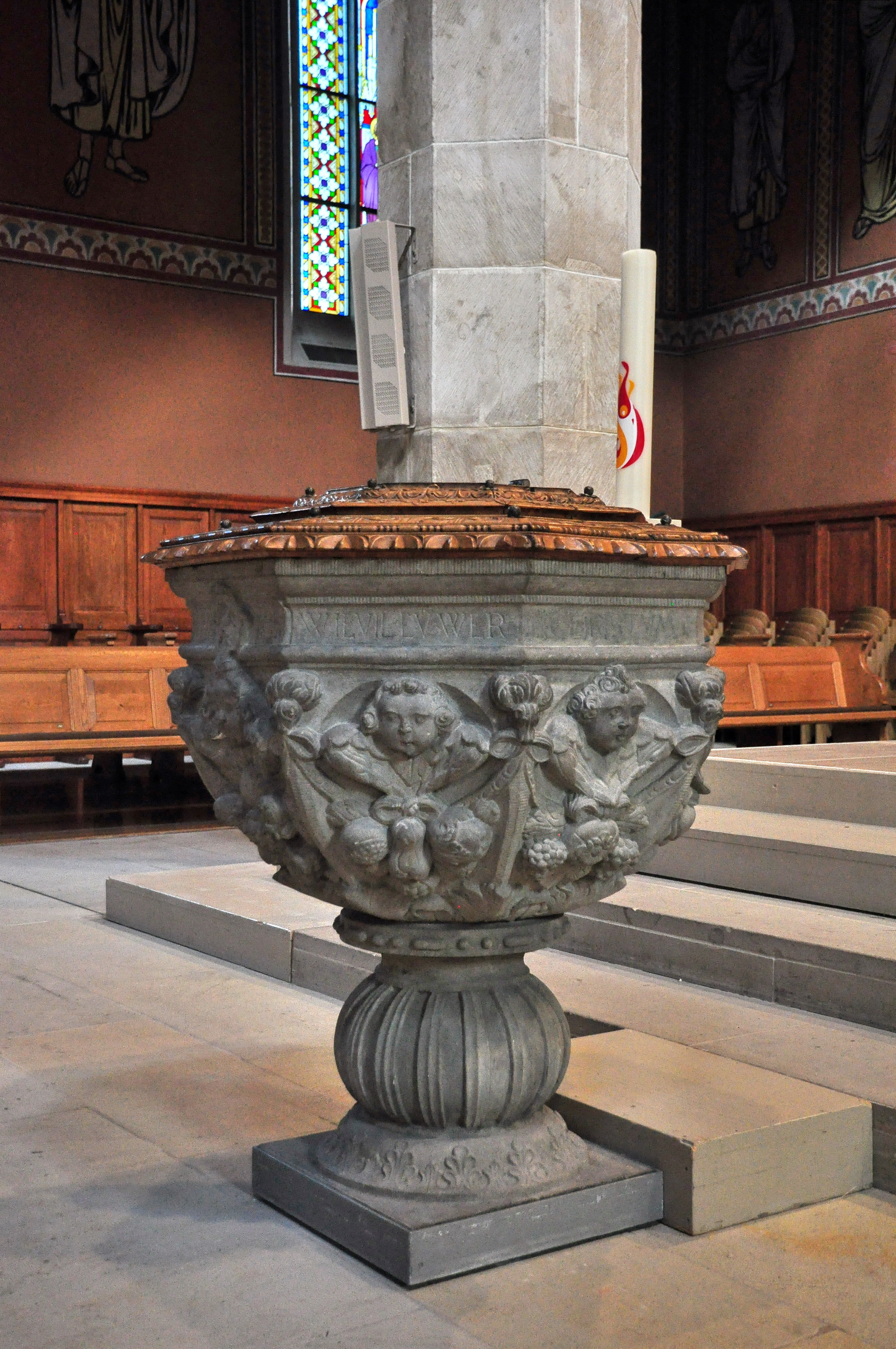
Der Taufstein von 1656